# Hammersberg Jenő
Hammersberg Jenő (Kassa, 1845. március 14. – Budapest, 1918. február 28.) jogász, koronaügyész.

## Életpályája
Szülei: Hammersberg László és Farkassányi Emma voltak. Jogi tanulmányai elvégzése után ügyvéd, majd 1867–1868 között bíró volt szülővárosában. 1872–1878 között szabadelvű országgyűlési képviselő volt. 1883-ban ítélőtáblai bíró lett Budapesten. Rövid ideig vidéki bíróságok vezetőjeként dolgozott. 1891-ben kúriai bíró volt. 1896–1899 között Magyarország főügyésze volt Kozma Sándor után. 1899-ben az 1896. évi XXXIII. tv. alapján kinevezett első koronaügyész. 1902-ben nyugdíjba vonult. Felesége Bornemisza Ágnes volt.
Temetésére a Fiumei úti sírkertben került sor. Sírja a 27. parcellában volt, felszámolták.